# Železniška postaja Zagorje
Železniška postaja Zagorje je ena izmed železniških postaj v Sloveniji, ki oskrbuje bližnje naselje Zagorje ob Savi.